# 海兰江体育场
海兰江体育场，座落于中国吉林省延边龙井市，曾是延边长白虎征战中国足球甲级联赛时的主场，有“魔鬼主场”之称 。海兰江体育场竣工于2004年，投资额为1800万元，设32000个座席，占地9公顷 ，曾为承办2009年吉林省第五届农运会而进行整修，整修后成为了吉林省县级市体育场中设施最完备的一座 。